# اچ‌ام‌اس اکسموس (اچ۰۲)
اچ‌ام‌اس اکسموس (اچ۰۲) (به انگلیسی: HMS Exmouth (H02)) یک زیردریایی بود که طول آن ۳۴۳ فوت (۱۰۴٫۵ متر) بود. این زیردریایی در سال ۱۹۳۴ ساخته شد.